# 松下和磨
松下 和磨（まつした かずま、1982年6月25日 - ）は、日本の元サッカー選手。現役時代のポジションはFW。大阪府大阪市出身。

## 経歴
初芝橋本高校時代に和歌山県代表で天皇杯に出場し、平島崇、金明輝、八柄堅一、前田和哉、室拓哉、狩野新らとプレーした。
静岡産業大学サッカー部時代に2002年W杯直前の日本代表と静岡で練習試合を行った際、競り合った日本代表のDF宮本恒靖の顔に右ひじが入り鼻骨を骨折させている（その結果、宮本は顔面を保護するフェイスガードを付けることになった）。
アローズ北陸を経て、2008年にカターレ富山の初代9番を背負ったが、2009年6月にカターレを退団。Jリーグ出場は通算2試合に終わった。
スポーツウェアの会社に就職し、自社製品のスポーツ用ソックスの営業を兼ねて2011年にヴィッセル神戸のクラブハウスを訪ね、当時神戸に所属していた宮本恒靖と再会した。頭を下げながら「宮本さん、あのとき鼻を折ってしまったのは僕です」と伝えたところ、宮本から笑顔で「お前かあ。わざとやろ!」といじられている。
カターレの営業担当を経て、2015年に富山市内にカレーライス店「ナイン」をオープンした。その後、大阪市内の実家で営むカフェレストランで、3代目として厨房に立っている。

## 所属クラブ
- 初芝橋本高校
- 2001年 - 2004年 静岡産業大学
- 2005年 - 2007年 アローズ北陸
- 2008年 - 2009年6月 カターレ富山

## 個人成績
| 国内大会個人成績 | 国内大会個人成績 | 国内大会個人成績 | 国内大会個人成績 | 国内大会個人成績 | 国内大会個人成績 | 国内大会個人成績 | 国内大会個人成績 | 国内大会個人成績 | 国内大会個人成績 | 国内大会個人成績 | 国内大会個人成績 |
| 年度             | クラブ           | 背番号           | リーグ           | リーグ戦         | リーグ戦         | リーグ杯         | リーグ杯         | オープン杯       | オープン杯       | 期間通算         | 期間通算         |
| 年度             | クラブ           | 背番号           | リーグ           | 出場             | 得点             | 出場             | 得点             | 出場             | 得点             | 出場             | 得点             |
| 日本             | 日本             | 日本             | 日本             | リーグ戦         | リーグ戦         | リーグ杯         | リーグ杯         | 天皇杯           | 天皇杯           | 期間通算         | 期間通算         |
| ---------------- | ---------------- | ---------------- | ---------------- | ---------------- | ---------------- | ---------------- | ---------------- | ---------------- | ---------------- | ---------------- | ---------------- |
| 2001             | 静産大           | -                | JFL              | 5                | 2                | -                | -                | -                | -                | 5                | 2                |
| 2002             | 静産大           | 20               | JFL              | 14               | 4                | -                | -                | -                | -                | 14               | 4                |
| 2005             | 北陸             | 19               | JFL              | 16               | 2                | -                | -                | 4                | 1                | 20               | 2                |
| 2006             | 北陸             | 19               | JFL              | 32               | 7                | -                | -                | -                | -                | 32               | 7                |
| 2007             | 北陸             | 9                | JFL              | 31               | 7                | -                | -                | 2                | 0                | 33               | 7                |
| 2008             | 富山             | 9                | JFL              | 10               | 2                | -                | -                | 0                | 0                | 10               | 2                |
| 2009             | 富山             | 9                | J2               | 2                | 1                | -                | -                | -                | -                | 2                | 1                |
| 通算             | 日本             | 日本             | J2               | 2                | 1                | -                | -                | -                | -                | 2                | 1                |
| 通算             | 日本             | 日本             | JFL              | 108              | 24               | -                | -                | 6                | 1                | 114              | 25               |
| 総通算           | 総通算           | 総通算           | 総通算           | 110              | 25               | 0                | 0                | 6                | 1                | 116              | 26               |

- Jリーグ初出場・初得点 - 2009年5月2日 J2 第12節 対栃木SC戦 (栃木) ※74分に長谷川満に代わって途中出場し86分にゴール。